# Dactylolabis
Dactylolabis là một chi côn trùng trong họ Limoniidae (họ muỗi lớn). Nó được xếp vào phân họ Dactylolabinae. 

## Các loài
Dactylolabis gồm các loài sau:
- Subgenus Bothrophorus Savchenko, 1984

- Dactylolabis monstrosa (Savchenko, 1971)

- Subgenus Coenolabis Savchenko, 1969

- Dactylolabis aberrans Savchenko, 1963
- Dactylolabis posthabita (Bergroth, 1888)

- Subgenus Dactylolabis Osten Sacken, 1860

- Dactylolabis adventitia Alexander, 1942
- Dactylolabis anomala (Kuntze, 1913)
- Dactylolabis carbonaria Savchenko, 1972
- Dactylolabis cingulata Savchenko, 1978
- Dactylolabis confinis Lackschewitz, 1940
- Dactylolabis corsicana Edwards, 1928
- Dactylolabis cubitalis (Osten Sacken, 1869)
- Dactylolabis degradans Savchenko, 1978
- Dactylolabis denticulata (Bergroth, 1891)
- Dactylolabis dilatata (Loew, 1856)
- Dactylolabis dilatatoides Savchenko, 1978
- Dactylolabis diluta Alexander, 1922
- Dactylolabis gracilistylus Alexander, 1926
- Dactylolabis grunini Savchenko, 1978
- Dactylolabis hirtipes Savchenko, 1978
- Dactylolabis hispida Alexander, 1966
- Dactylolabis hortensia (Alexander, 1914)
- Dactylolabis hudsonica Alexander, 1931
- Dactylolabis imitata Alexander, 1945
- Dactylolabis jonica Lackschewitz, 1940
- Dactylolabis knowltoni Alexander, 1941
- Dactylolabis laticellula Savchenko, 1978
- Dactylolabis longicauda Alexander, 1922
- Dactylolabis luteipyga Alexander, 1955
- Dactylolabis mokanica Alexander, 1940
- Dactylolabis montana (Osten Sacken, 1860)
- Dactylolabis nitidithorax (Alexander, 1918)
- Dactylolabis novaezemblae (Alexander, 1925)
- Dactylolabis nubecula Kuntze, 1913
- Dactylolabis opaca Savchenko, 1978
- Dactylolabis parviloba Alexander, 1944
- Dactylolabis pechlaneri Mendl, 1976
- Dactylolabis pemetica Alexander, 1936
- Dactylolabis postiana Alexander, 1944
- Dactylolabis pteropoecila (Alexander, 1921)
- Dactylolabis retrograda Savchenko, 1978
- Dactylolabis rhicnoptiloides (Alexander, 1919)
- Dactylolabis rhodia Loew, 1869
- Dactylolabis satanas Savchenko, 1971
- Dactylolabis sexmaculata (Macquart, 1826)
- Dactylolabis sohiyi Byers & Rossman, 2003
- Dactylolabis sparsimacula Alexander, 1942
- Dactylolabis subdilatata Stary, 1969
- Dactylolabis supernumeraria Alexander, 1929
- Dactylolabis symplectoidea Egger, 1863
- Dactylolabis transversa (Meigen, 1804)
- Dactylolabis wodzickii (Nowicki, 1867)

- Subgenus Eudactylolabis Alexander, 1950

- Dactylolabis damula (Osten Sacken, 1877)
- Dactylolabis vestigipennis Alexander, 1950

## Hình ảnh

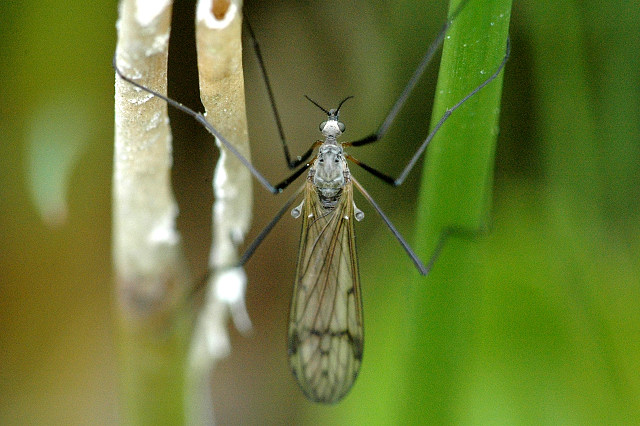
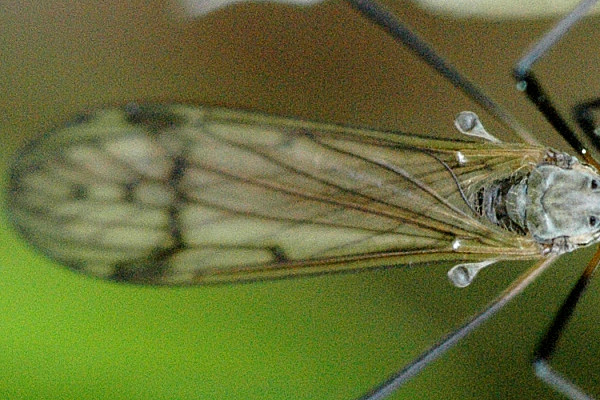
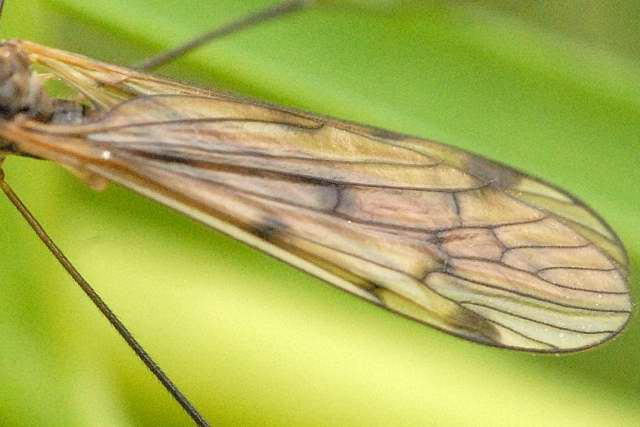